# Фининберг, Эзра Иосифович
Эзра (Эзро) Иосифович Фининберг (идиш עזרא פינינבערג‎; 17 (29) ноября 1899, Умань, Уманский уезд, Киевской губернии, Российской империи — 22 ноября 1946, Москва) — еврейский советский поэт, прозаик, переводчик, литературный критик и историк литературы.

## Биография
Учился в сионистском реформированном хедере. Занимался самообразованием, много читал на иврите и русском языке. Начал писать стихи с 12 лет на иврите, затем перешёл на идиш и русский. В 1917 г. был одним из учредителей уманской организации Сионистской социалистической рабочей партии (позже вошла в состав Объединённой еврейской социалистической рабочей партии). В 1919 г., как и большинство его товарищей, стал членом Украинской коммунистической партии. С 1920 г. жил в Киеве, редактировал (вместе с М. Хащеватским) еженедельное литературное приложение «Литблетл» к газете «Комфон». До 1922 г. работал учителем.
Член киевской литературной группы «Видервукс» (с 1922 г.) и литературной группы «Антенне», инициатор создания литературного объединения «Бой» («Стройка», 1925; совместно с Н. Ойслендером и Л. Резником). Был ответственным секретарём журнала «Ди ройте велт» (Киев).
Во время Великой Отечественной войны добровольно вступил в Красную армию, воевал, был тяжело ранен. Вскоре после войны скончался от последствий ранения.

## Творчество
Начал литературную деятельность в первые годы Октябрьской революции. Печатался с 1917 на русском языке, с 1920 — на идише.
Годы гражданской войны, сопровождавшиеся на Украине погромами войск петлюровщины, наложили сильный отпечаток на раннее творчество поэта.
Одна из основных тем ранних стихов — тема «унаследованных пут», остатков проклятого прошлого, пытавшегося задушить новую, зарождающуюся жизнь революции. Поединок между «старым» и «новым» составляет основное содержание первых книг стихотворений Фининберга «Otem» (Дыхание, 1922) и «Lider» (Стихи, 1925), проникнутых пессимизмом и влиянием символизма.
Ярким переломным этапом в творчестве поэта явилась книга «Land un libshaft» (Страна и любовь, 1928), заглавие которой вошло в обиход еврейской поэтической речи. Тема страны, родины и тема человеческой любви сплетаются здесь воедино.
Сборники «Другая земля» (1934), «Певучесть» (1936) и «Лирика» (1940) воспевают героику революции и строительство социализма.
Великая Отечественная война нашла отражение в сборниках «В гигантском пламени» (1946), «Избранные произведения» (1948).
Фининберг пробовал свои силы и в области прозы: ему принадлежит повесть о гражданской войне «Галоп» (1926). Написал также несколько драматических произведений, пьес о Гражданской войне и ряд критических статей о еврейском революционном поэте Иосифе Бовшовере, о лирике Пушкина и др.
Много внимания уделял переводам на идиш из классической поэзии, проявляя здесь большое мастерство. Им переведён «Фауст» Гёте, главы из «Витязя в тигровой шкуре» Шота Руставели, а также ряд произведений Пушкина (лирика, «Сказки», «Медный всадник», главы из «Евгения Онегина»), «93-й год» В. Гюго и др.

## Избранные публикации
- Галоп (повесть, 1926);
- Парни («Юнген», пьеса, 1927)
- У Днепра («Бам Днепер», пьеса, 1928)
- Страна и любовь" («Ланд ун либшафт», сборник, 1928);
- Утро года («Ин фри фун йор», сборник, 1929);
- Бои продолжаются («Ди кригн дойерн»), 1930;
- «XV», 1933;
- Ан эрд ан андере (земля иная), 1934;
- Зингевдик (нараспев), 1936;
- Вокруг земли, Гослитиздат, М., 1935;
- В гигантском пламени" («Ин ризикн файер», 1946) ;
- Избранные произведения («Геклибене верк», 1948).